# Бадёнов, Баир Доржиевич
Баи́р Доржи́евич Бадёнов (род. 28 июня 1976, с. Зугалай, Агинский Бурятский автономный округ) — российский спортсмен, стрелок из лука. Бронзовый призер XXXIX летних Олимпийских игр в личных соревнованиях (2008), участник XXVI и XXVII летних Олимпийских игр (1996, 2000). Серебряный призер чемпионата мира в помещении в командных соревнованиях (2012). Чемпион Европы и серебряный призер чемпионата Европы в командных соревнованиях (1994, 1996). Серебряный призер чемпионата Европы в помещении в личных соревнованиях (2008). Победитель, серебряный и бронзовый призер этапов кубка мира в командных соревнованиях (2007, 2008, 2009). Победитель первенства мира в личных соревнованиях (1993).
Неоднократный чемпион России и призер чемпионатов России в личных и командных соревнованиях.
Мастер спорта России, Мастер спорта России международного класса (1996), Заслуженный мастер спорта России (2008). Обладатель медали ордена «За заслуги перед Отечеством» II степени (2009).
Является первым российским спортсменом, завоевавшем олимпийскую медаль по стрельбе из лука.

## Биография
Начал тренироваться в 1986 году под руководством заслуженного тренера РСФСР Б. Ц. Цынгуева.
- 1993 — чемпион мира среди молодёжи.
- 1996 — чемпион Европы.
- 1996 — участник Летних Олимпийских игр в Атланте.
- 2000 — 4-е место в командном зачёте на Летних Олимпийских играх в Сиднее.
- 2007 — обладатель Кубка мира.
- 2008 — бронзовый призёр Летних Олимпийских игр в Пекине.
- 2008 — серебряный призёр чемпионата Европы в личном зачёте.
- неоднократный чемпион России и обладатель Кубка России в личном и командном зачётах.